# José Gilson Rodriguez
José Gilson Rodriguez, comumente chamado de Zézé, (Varginha, 18 de dezembro de 1942 — Varginha, 31 de maio de 2006) foi um futebolista brasileiro que atuou como atacante. Defendeu, entre outros clubes, o 1. FC Köln na Bundesliga.
Zézé foi o primeiro jogador brasileiro a jogar pela liga profissional da Alemanha, mas deixou o país após ser diagnosticado com alergia à neve.

## Carreira
Zézé jogou no início de carreira pelo Madureira, Guaratinguetá e Madureira novamente antes de ser contratado pelo 1. FC Köln, no verão de 1964, a  conselho do agente polonês do jogador Júlio Ukrainczyk, sem nunca ter sido sondado por um representante do clube. Ele foi contratado pelo valor recorde À época de DM 150.000 e supostamente chegou a Colónia em um Banana boat do Brasil. Zézé impressionou o clube nos jogos de aquecimento antes do início da temporada, aumentando as esperanças de que ele seria um atacante milagroso.
Zézé estreou pelo 1. FC Köln, em 22 de agosto de 1964, em uma derrota de 2–3  para o Hertha BSC. Ele jogou mais uma partida peloo clube em 1964, em dezembro, contra o 1. FC Nürnberg. A aparição seguinte de Zezé em um jogo competitivo pelo Köln foi em 20 de fevereiro de 1965, quando ele jogou contra o Eintracht Braunschweig. Ele entrou em campo em um empate fora de casa de 0–0 com o Liverpool F. C. nas quartas de final da Copa Europeia em Março, com 1. FC Köln eliminado na edição 1964-65 depois de três empates no lance de moeda. Zézé, em seguida, jogou mais duas partidas da Bundesliga, contra o Karlsruher SC e 1. FC Kaiserslautern. Na última, ele marcou o seu único gol pelo Köln em uma partida competitiva, quando ele marcou o primeiro gol da vitória por 3–0. Ele não foi, no entanto, o primeiro brasileiro a marcar na Bundesliga, com Raoul Tagliari já tendo feito isso em uma partida pelo Meidericher SV contra o  1. FC Nürnberg, em 21 de novembro de 1964, fazendo sua  estreia na Bundesliga  três meses depois de Zézé.
Zézé encontrou dificuldades em lidar com o inverno alemão e foi diagnosticado por um médico espanhol com uma alergia à neve, deixando Colónia e não fazendo outra aparição pelo clube, Köln cancelou  seu contrato e o jogador retornou ao Brasil. 1. FC Köln, que venceu a edição inaugural do campeonato da Bundesliga, em 1963-64, terminou a temporada 1964-65 como vice-campeão, três pontos atrás do SV Werder Bremen.
Após seu retorno, ele jogou pela Portuguesa, Santo André, Rio Branco, Atlético Paranaense, Bangu e Flamengo em seu país.

## Títulos
1. FC Köln
- Vice-campeão: 1964–65